# Hostilidad

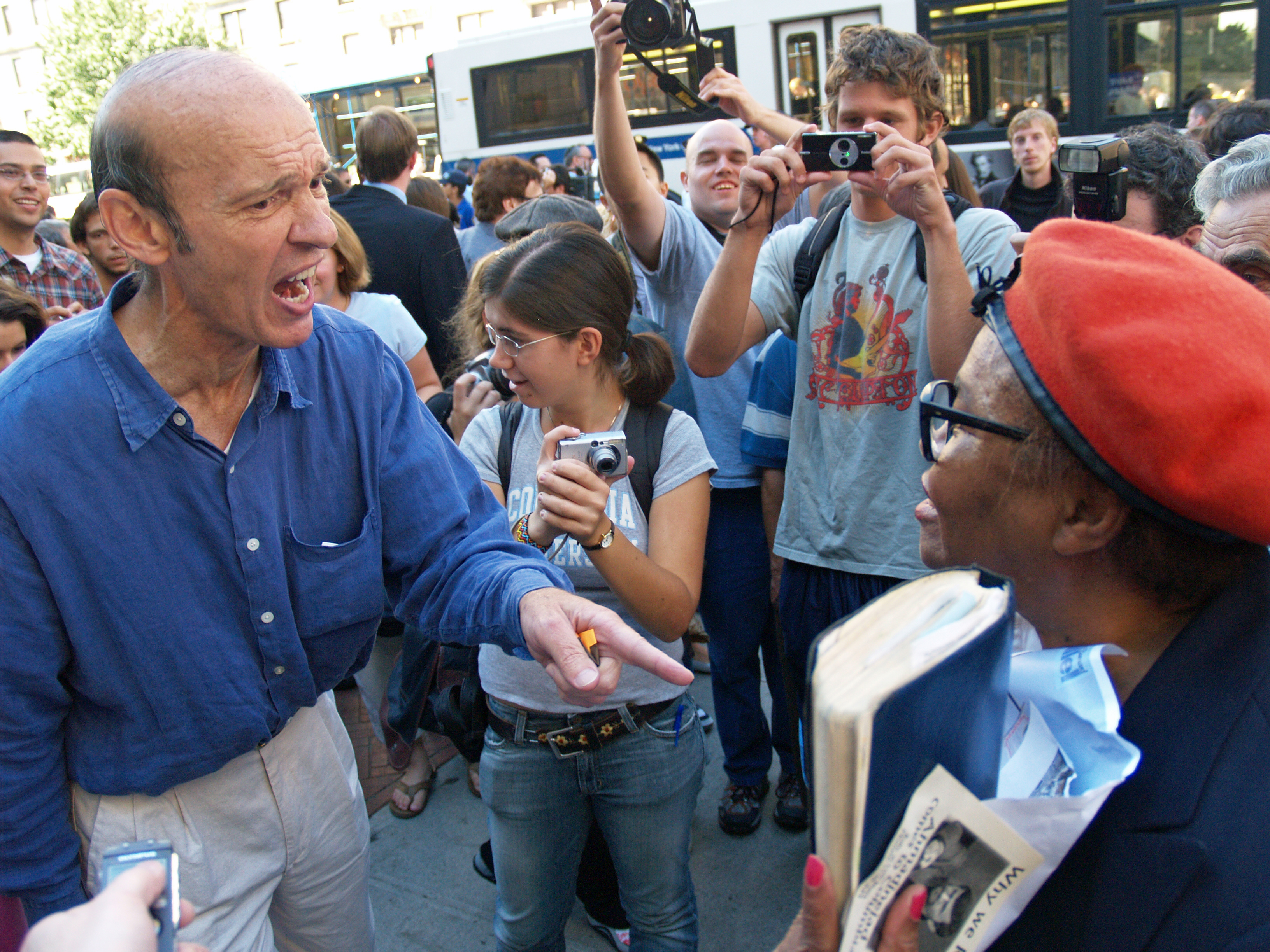
Dos personas mostrando su hostilidad al discutir de religión.

La hostilidad, en términos psicológicos, es una forma de negación o de rechazo social colérico interno. Ha sido definida por George Kelly como la negativa categórica a aceptar una evidencia. Más que reconsiderar la propia opinión, un individuo hostil se empeña en convencer y en forzar al mundo para ajustarlo a su manera de pensar, sin importar el coste o el esfuerzo. Dos traducciones de la definición de hostilidad para Kelly son "el esfuerzo continuado por obtener evidencia de validación a favor de un tipo de predicción social que ya ha demostrado ser un fracaso" y “el esfuerzo por continuar tratando de validar constructos que ya han sido invalidados.”
Se ha estimado que mantener un comportamiento hostil dobla el riesgo de sufrir una enfermedad cardiaca en los diez años siguientes. 
El DRAE no recoge aún este uso de la palabra.